# Беднорц, Йоханнес Георг
Йоханнес Георг Бе́днорц (нем. Johannes Georg Bednorz; род. 16 мая 1950, Нойенкирхен, ФРГ) — немецкий физик. Лауреат Нобелевской премии по физике (совместно с Александром Мюллером) в 1987 году за открытие высокотемпературной сверхпроводимости.

## Краткая биография
После окончания школы и подготовительного курса для поступления в университет (Abitur) в гимназии «Мартинум» в городе Эмсдеттен, Беднорц поступает в 1968 г. в Вестфальский Университет Вильгельма в городе Мюнстер. Так как он чувствовал себя неудобно среди огромного числа студентов, а также из-за того, что он не выдержал вступительной контрольной работы для допуска к химическим лабораторным работам, он поменял себе специальность на минералогию. Свою дипломную работу он написал под руководством профессора Вольфганга Гоффмана в области кристаллографии по теме синтетических перовскитов.
Летом 1972 года Беднорц впервые работал в исследовательской лаборатории IBM в Цюрихе (Швейцария) в качестве студента-практиканта. Спустя год он еще раз прошел там практику, и в 1974 году, в течение шести месяцев под руководством Ганса Йорга Шееля, проводил в той же лаборатории эксперименты для своей дипломной работы по описанию и росту кристаллов перовскитов (SrTiO3).
В 1977 году, после того как он провел ещё один год в Мюнстере, Беднорц начал работу над диссертацией в «лаборатории физики твёрдого тела» в Высшей Технической Школе Цюриха под руководством профессора Хайни Грэнихера и Александра Мюллера.
После начала в 1982 году работы в IBM, он приступил к 1983 году, совместно с Мюллером, к работе по высокотемпературной сверхпроводимости в керамиках на основе оксидов меди. Они систематически проверяли новые материалы в надежде на то, что эти материалы могли быть сверхпроводниками. В 1986 году им удалось обнаружить сверхпроводимость в барий-лантан-медном оксиде при температуре 35 К (−238 °C) — на 12 К больше, чем температура сверхпроводимости, достигнутая когда-либо ранее. За эту работу им была присуждена Нобелевская премия по физике за 1987 год.
В 1992 году подписал «Предупреждение человечеству».

## Награды и признание
- 1986 — Marcel Benoist Prize[англ.]
- 1987 — Klung Wilhelmy Science Award[англ.]
- 1987 — премия Фрица Лондона
- 1987 — премия имени Дэнни Хайнемана
- 1987 — Robert-Wichard-Pohl-Preis[нем.]
- 1987 — Нобелевская премия по физике
- 1988 — Премия «Хьюллетт-Пакард»
- 1988 — премия Джеймса Макгруди за исследования в области новых материалов
- 1988 — Шрёдингеровская лекция (Имперский колледж Лондона)
- 2018 — Иностранный член Национальной академии наук США[2]

## Избранные публикации
- Bednorz J.G., Müller K.A. Possible high {\displaystyle T_{c}} superconductivity in the Ba-La-Cu-O system // Zeitschrift für Physik B. — 1986. — Vol. 64, № 2. — P. 189-193. — doi:10.1007/BF01303701.
- Blazey K.W., Müller K.A., Bednorz J.G., Berlinger W., Amoretti G., Buluggiu E., Vera A., Matacotta F.C. Low-field microwave absorption in the superconducting copper oxides // Physical Review B. — 1987. — Vol. 36, № 13. — P. 7241-7243. — doi:10.1103/PhysRevB.36.7241.
- Беднорц И.Г., Мюллер К.А. Оксиды перовскитного типа — новый подход к высокотемпературной сверхпроводимости (Нобелевская лекция) // УФН. — 1988. — Т. 156, № 2. — С. 323-346. — doi:10.3367/UFNr.0156.198810d.0323.